# Samopłonność
Samopłonność, samosterylność – jeden z mechanizmów zapobiegających samozapyleniu się – zapyleniu słupka kwiatów przez pyłek pochodzący z tej samej rośliny. Dla większości roślin takie samozapylenie jest bowiem niepożądane, gdyż prowadzi do zmniejszenia różnorodności genowej osobników potomnych. Samopłonność polega na tym, że ziarno pyłku nie może kiełkować na znamieniu słupka z tej samej rośliny lub kiełkowanie to jest bardzo utrudnione. Istnieją różne mechanizmy samopłonności u różnych roślin. Np. u roślin z rodzaju kapusta już w momencie rozchylania się płatków korony na znamieniu słupka pojawia się kutykula, której nie mogą przebić ziarna pyłku z własnych kwiatów, mogą tego natomiast dokonać ziarna pyłku z kwiatów tego samego gatunku, ale z innej rośliny. W rodzinie psiankowatych, ale też u gorczycy sarepskiej czy żyta zwyczajnego na znamieniu słupka istnieją substancje chemiczne uniemożliwiające kiełkowanie własnego pyłku. U lucerny siewnej co prawda własne ziarna pyłku kiełkują i nawet dochodzi do zapłodnienia, ale obumierają nasiona powstałe w wyniku tego zapłodnienia.